# 千代田区歌
『千代田区歌』（ちよだくか）は、東京都千代田区の区歌である。作詞・佐藤春夫、作曲・山田耕筰。

## 解説
1957年（昭和32年）に、旧麹町区と神田区の合併により千代田区が成立してから10周年の節目に当たることを記念して制定された。作詞・作曲のいずれも自治体歌の多くで採られる懸賞募集は行わず、千代田区役所に設けられた区歌制定委員会より詩人で7年前に「文京区歌」を手掛けた佐藤春夫と戦前に「東京市歌」を手掛けた山田耕筰へ依頼している。
2番の歌い出しは「オフィスセンタア テレビ塔」で、制定当時は区内の内幸町にNHK東京放送会館、二番町に日本テレビ本社（のち麹町分室）が所在していたが、2023年（令和5年）時点で千代田区に本社を置く地上波放送のテレビ局は東京メトロポリタンテレビジョンのみである。歌詞と旋律のいずれも、2015年（平成27年）末までに著作権の保護期間を満了した。
区内一番町の駐日英国大使館前に歌碑が建てられている。区では区歌の演奏機会について「区制記念表彰式や区立学校の式典、区民体育大会などで歌われている」とする。